# ダーヴォリ
ダーヴォリ（イタリア語: Davoli）は、イタリア共和国カラブリア州カタンザーロ県にある、人口約5,500人の基礎自治体（コムーネ）。

## 地理

### 位置・広がり

#### 隣接コムーネ
隣接するコムーネは以下の通り。
- カルディナーレ
- サン・ソステネ
- サトリアーノ